# Rebecca Soni
Rebecca Soni (Freehold (New Jersey), 18 maart 1987) is een Amerikaanse zwemster en tweevoudig olympisch kampioene op de 200 meter schoolslag. Soni is van Hongaarse afkomst en spreekt naast Engels ook Hongaars. Op de kortebaan is ze houdster van de wereldrecords op de 100 en de 200 meter schoolslag.
Soni heeft een relatie met collega-zwemmer Ricky Berens.

## Carrière
Soni maakte haar internationale debuut tijdens de wereldkampioenschappen kortebaanzwemmen 2006 in Shanghai met een vierde plaats op de 200 meter schoolslag.
Op de Amerikaanse trials voor de Olympische Spelen 2008 in Omaha (Nebraska) won zij de 200 meter schoolslag en plaatste zich met die prestatie voor Peking. Na de positieve dopingtest van ploeggenote Jessica Hardy werd zij ook aangewezen om te starten op de 100 meter schoolslag. De Spelen begonnen voor Soni met de 100 meter schoolslag waarop zij verrassend zilver won achter de Australische Leisel Jones. Op 15 augustus pakte Soni het goud en het wereldrecord op de 200 meter schoolslag, ze versloeg verrassend de favoriete Leisel Jones. Op de slotdag van het zwemtoernooi pakte zij het zilver op de 4x100 meter wisselslag samen met Natalie Coughlin, Christine Magnuson en Dara Torres achter winnaar Australië.
Tijdens de wereldkampioenschappen zwemmen 2009 in de Italiaanse hoofdstad Rome veroverde de Amerikaanse de wereldtitel op de 100 meter schoolslag, op de 50 meter schoolslag sleepte ze de zilveren medaille in de wacht. Op de 200 meter schoolslag ging ze lange tijd aan de leiding maar moest ze haar snelle start uiteindelijk bekopen, aan de finish klokte ze de vierde tijd. In Manchester nam Soni deel aan de Duel in the Pool 2009, tijdens deze wedstrijd verbeterde ze de wereldrecords van Leisel Jones op de 100 en de 200 meter schoolslag kortebaan.
Op de Pan Pacific kampioenschappen zwemmen 2010 in Irvine legde Soni beslag op de gouden medaille op zowel de 100 als de 200 meter schoolslag, op de 50 meter schoolslag eindigde ze op de negende plaats. Samen met Natalie Coughlin, Dana Vollmer en Jessica Hardy veroverde ze de gouden medaille op de 4x100 meter wisselslag. In Dubai nam de Amerikaanse deel aan de wereldkampioenschappen kortebaanzwemmen 2010, op dit toernooi sleepte ze de wereldtitel in de wacht op de 50, 100 en 200 meter schoolslag. Op de 4x100 meter wisselslag legde ze samen met Natalie Coughlin, Dana Vollmer en Jessica Hardy beslag op de zilveren medaille.
Tijdens de wereldkampioenschappen zwemmen 2011 in Shanghai veroverde Soni de wereldtitels op de 100 en de 200 meter schoolslag, op de 50 meter schoolslag moest ze genoegen nemen met de bronzen medaille. Samen met Natalie Coughlin, Dana Vollmer en Missy Franklin sleepte ze de wereldtitel in de wacht op de 4x100 meter wisselslag.
Op de Olympische Zomerspelen 2012 werd de Amerikaanse opnieuw olympisch kampioene op de 200 meter schoolslag. Op de 100 meter schoolslag behaalde ze wederom de zilveren medaille, ditmaal achter de pas 15-jarige Litouwse Rūta Meilutytė. Op de 4x100 meter wisselslag legde ze samen met Missy Franklin, Dana Vollmer en Allison Schmitt beslag op de gouden medaille.

## Internationale toernooien
| Jaar | Olympische Spelen                                     | WK langebaan                                                           | WK kortebaan                                                           | PanPacs                                                                   |
| ---- | ----------------------------------------------------- | ---------------------------------------------------------------------- | ---------------------------------------------------------------------- | ------------------------------------------------------------------------- |
| 2006 |                                                       |                                                                        | 4e 200m schoolslag                                                     | geen deelname                                                             |
| 2007 |                                                       | geen deelname                                                          |                                                                        |                                                                           |
| 2008 | 100m schoolslag · 200m schoolslag · 4x100m wisselslag |                                                                        | geen deelname                                                          |                                                                           |
| 2009 |                                                       | 50m schoolslag · 100m schoolslag · 4e 200m schoolslag                  |                                                                        |                                                                           |
| 2010 |                                                       |                                                                        | 50m schoolslag · 100m schoolslag · 200m schoolslag · 4x100m wisselslag | 9e 50m schoolslag · 100m schoolslag · 200m schoolslag · 4x100m wisselslag |
| 2011 |                                                       | 50m schoolslag · 100m schoolslag · 200m schoolslag · 4x100m wisselslag |                                                                        |                                                                           |
| 2012 | 100m schoolslag · 200m schoolslag · 4x100m wisselslag |                                                                        | geen deelname                                                          |                                                                           |

## Persoonlijke records
Bijgewerkt tot en met 16 december 2010

### Kortebaan
| Afstand         | Tijd    | Datum            | Plaats     |
| --------------- | ------- | ---------------- | ---------- |
| 50m schoolslag  | 29,83   | 16 december 2010 | Dubai      |
| 100m schoolslag | 1.02,70 | 19 december 2009 | Manchester |
| 200m schoolslag | 2.14,57 | 18 december 2009 | Manchester |

### Langebaan
| Afstand         | Tijd    | Datum           | Plaats |
| --------------- | ------- | --------------- | ------ |
| 50m schoolslag  | 30,11   | 2 augustus 2009 | Rome   |
| 100m schoolslag | 1.04,84 | 27 juli 2009    | Rome   |
| 200m schoolslag | 2.19,59 | 2 augustus 2012 | Londen |